# Тоурдис Кольбрун Рейкфьорд Гильвадоуттир
Тоурдис Кольбрун Рейкфьорд Гильвадоуттир (исл. Þórdís Kolbrún Reykfjörð Gylfadóttir; род. 4 ноября 1987, Акранес, Вестюрланд) — исландский юрист, государственный и политический деятель. Заместитель председателя Партии независимости (2018—2025). В прошлом — министр иностранных дел Исландии (2024, 2022—2023), министр финансов и экономики (2023—2024), министр иностранных дел и международного сотрудничества в целях развития Исландии (2021—2022), министр туризма, промышленности и инноваций Исландии (2017—2021). Депутат альтинга с 2016 года.

## Биография
Родилась в Акранесе 4 ноября 1987 года в семье Гильви Р. Гвюдмюндссона (Gylfi R. Guðmundsson; род. 16 марта 1956), менеджера по обслуживанию, сына Йоуны Вальгердюр Кристьяунсдоуттир (Jóna Valgerður Kristjánsdóttir), депутата альтинга, племянника Гвюдьоуна Аднара Кристьяунссона, депутата альтинга, и Фьоулы Катрин Аусгейрсдоуттир (Fjóla Katrín Ásgeirsdóttir; род. 28 мая 1957), фельдшера.
Окончила школу в Акранесе в 2007 году. В 2005—2006 годах училась по программе обмена AFS в Вене. В 2010 году окончила Университет Рейкьявика, получила степень бакалавра права. Училась по программе обмена студентами «Эразмус» в Зальцбургском университете в весеннем семестре 2011 года. В 2012 году получила степень магистра права в Университете Рейкьявика.
В 2011—2012 годах работала юристом Апелляционного комитета по планированию и строительству (ныне — Апелляционный комитет по окружающей среде и природным ресурсам). В 2013—2015 годах — преподаватель конституционного права Университета Рейкьявика.
В 2007—2010 годах — член правления молодёжной организации Партии независимости в Акранесе, в 2008—2009 годах — председатель. В 2007—2009 годах — член правления молодёжной организации Партии независимости. В 2008 году — член Комитета по окружающей среде города Акранес. В 2009—2010 годах — член правления Lögrétta, союза студентов-юристов Университета Рейкьявика. В 2009—2010 годах — редактор журнала Lögrétta, союза студентов-юристов Университета Рейкьявика.
С 2016 года — член Комитета по окружающей среде и транспорту Партии Независимости. В 2013—2014 годах — генеральный секретарь Партии независимости. Заместитель председателя Партии Независимости в 2018—2025 годах.
По результатам досрочных парламентских выборов 2016 года избрана депутатом альтинга в Северо-Западном избирательном округе. Переизбрана на выборах 2017 года и выборах 2021 года.
В 2014—2016 годах — помощник министра внутренних дел Оулёв Нордаль. 11 января 2017 года получила портфель министра туризма, промышленности и инноваций в кабинете Бьярни Бенедиктссона. Сохранила пост в следующем кабинете Катрин Якобсдоуттир. Временно исполняла обязанности министра юстиции после отставки Сигридюр Андерсен с 14 марта 2019 года, пока 6 сентября не вступила в должность Ауслёйг Адна Сигюрбьёднсдоуттир.
28 ноября 2021 года получила портфель министра иностранных дел и международного сотрудничества в целях развития Исландии во втором кабинете Катрин Якобсдоуттир. Сменила Гвюдлёйгюра Тоура Тоурдарсона, который назначен министром окружающей среды, энергетики и климата.
14 октября 2023 года назначена министром финансов и экономики Исландии.
9 апреля 2024 года назначена министром иностранных дел Исландии в коалиционном правительстве под руководством премьер-министра Бьярни Бенедиктссона. Правительство ушло в отставку 21 декабря.

## Личная жизнь
Супруг — юрист Хьялти Сигвальдасон Могенсен (Hjalti Sigvaldason Mogensen; род. 28 мая 1984 года). У пары двое детей: Марвин Гильви (род. 2012), Кристин Фьола (род. 2016).

## Награды
- Большой крест ордена Данеброг (2 октября 2024 года, Дания)[4]
- Орден княгини Ольги I степени (4 сентября 2023 года, Украина) — за весомый личный вклад в укрепление межгосударственного сотрудничества, поддержку государственного суверенитета и территориальной целостности Украины, популяризацию Украинского государства в мире[5]
- Крест Добрососедства (Объединённый переходный кабинет Беларуси)[6]